# 散り抉り
散り抉り（ちりじゃくり）は、建築において、塗り壁と接するがくぶち（額縁）、まわりぶち（回り縁）、たたみよせ（畳寄せ）柱などに設ける溝のこと。
乾燥によりすき間ができるのを防ぐため。